# Maj (namn)

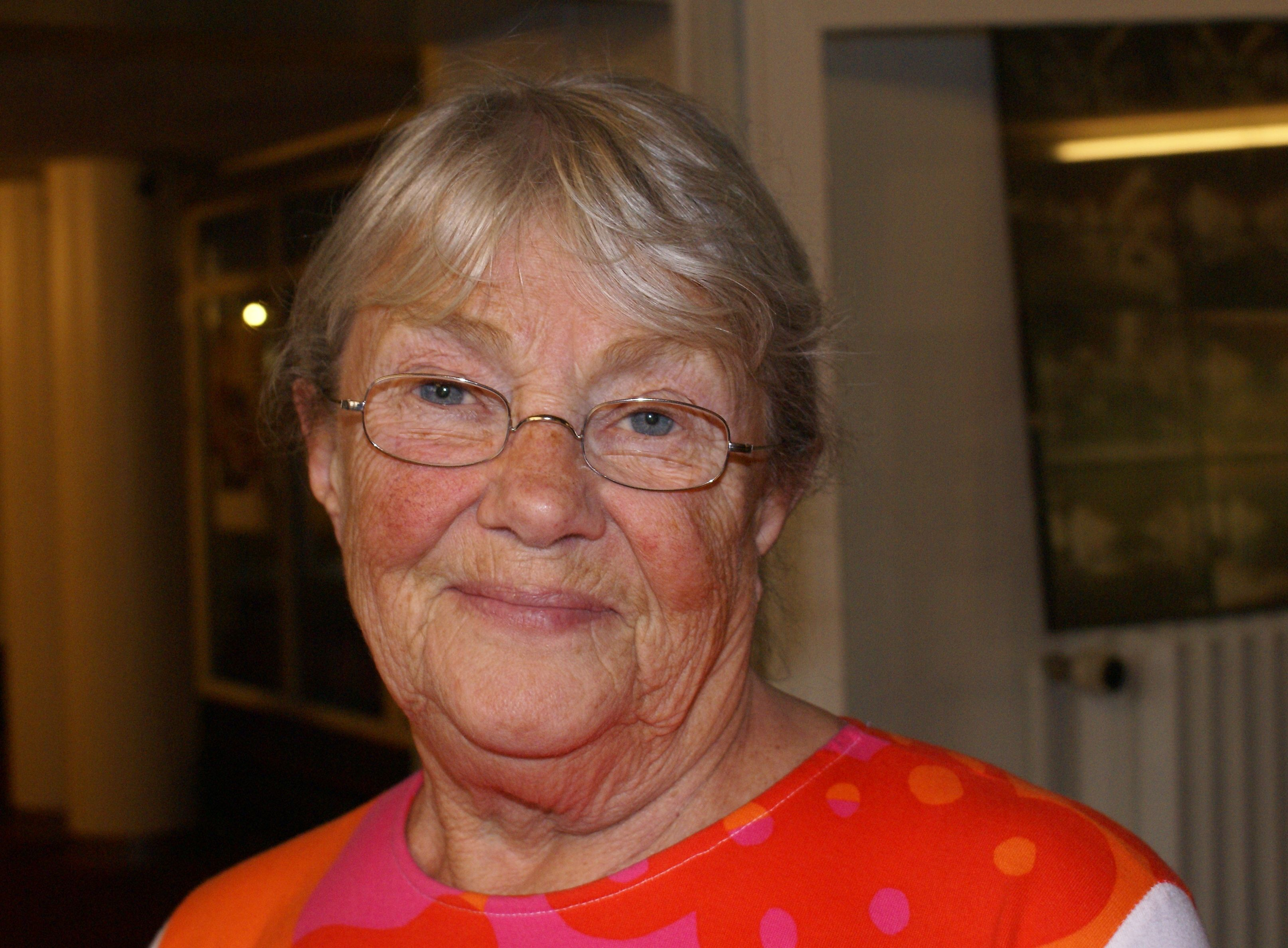
Maj Sjöwall, 2008.

Kvinnonamnet Maj (även stavat May eller Mai) är en kortform av Maja (Maria), och populariserades i Sverige i slutet av 1800-talet. I början av 1900-talet var det populärt att bilda dubbelnamn med Maj, till exempel Maj-Britt, Maj-Doris, Maj-Gun eller Britt-Maj. Dessa namn är numera mer ovanliga.
Både Maj och dess namnsdagsföljeslagare Majken (lilla Maj) har varit ovanliga de senaste fyrtio åren, men trenden är nu något uppåtgående. Den 31 december 2009 fanns totalt 21 315 personer i Sverige med namnet Maj, varav 12 388 med det som förstanamn/tilltalsnamn.
År 2003 fick 99 flickor namnet, varav 11 fick det som tilltalsnamn.
Namnsdag i Sverige: 19 maj, (1986-2000: 1 maj). I den finlandssvenska namnsdagslängden har Maj namnsdag 2 juli sedan 1973.

## Personer med namnet Maj/Mai/May
- Maj Bylock, barn- och ungdomsboksförfattare
- Maj Fagerberg, illustratör, barnboksförfattare
- Maj Fant, socionom, journalist
- Maj Gadd, artistnamn för Roger Jönsson
- Maj Hirdman, proletärförfattare
- Maj Lindström, skådespelerska, sångerska
- May Nilsson, alpin skidåkare
- Maj Sjöwall, journalist, författare
- Maj Sterner
- Maj Sønstevold, svensk-norsk kompositör
- Maj Wechselmann, regissör
- Mai Zetterling, skådespelerska, regissör
- Gull-Maj Norin, skådespelerska
- Maj-Inger Klingvall, f.d. statsråd och landshövding (s)
- Maj-Lis Lööw, f.d. statsråd (s)
- Maj-Britt Theorin, f.d. statsråd (s)